# Monoctonia vesicarii
Monoctonia vesicarii är en stekelart som beskrevs av Tremblay 1991. Monoctonia vesicarii ingår i släktet Monoctonia och familjen bracksteklar. Inga underarter finns listade i Catalogue of Life.